# HouseBroken
HouseBroken è una sitcom animata statunitense del 2021, creata da  Gabrielle Allan, Jennifer Crittenden e Clea DuVall.

## Trama
HouseBroken segue la vita e le avventure di un cane barboncino, chiamato Honey che ama esplorare i terapisti umani, con l'aiuto di altri animali domestici e animali randagi.